# Гальсдорф
Гальсдорф (нім. Halsdorf) — громада в Німеччині, розташована в землі Рейнланд-Пфальц. Входить до складу району Бітбург-Прюм. Складова частина об'єднання громад Бітбургер-Ланд.
Площа — 3,21 км2. Населення становить 101 ос. (станом на 31 грудня 2020).

## Галерея

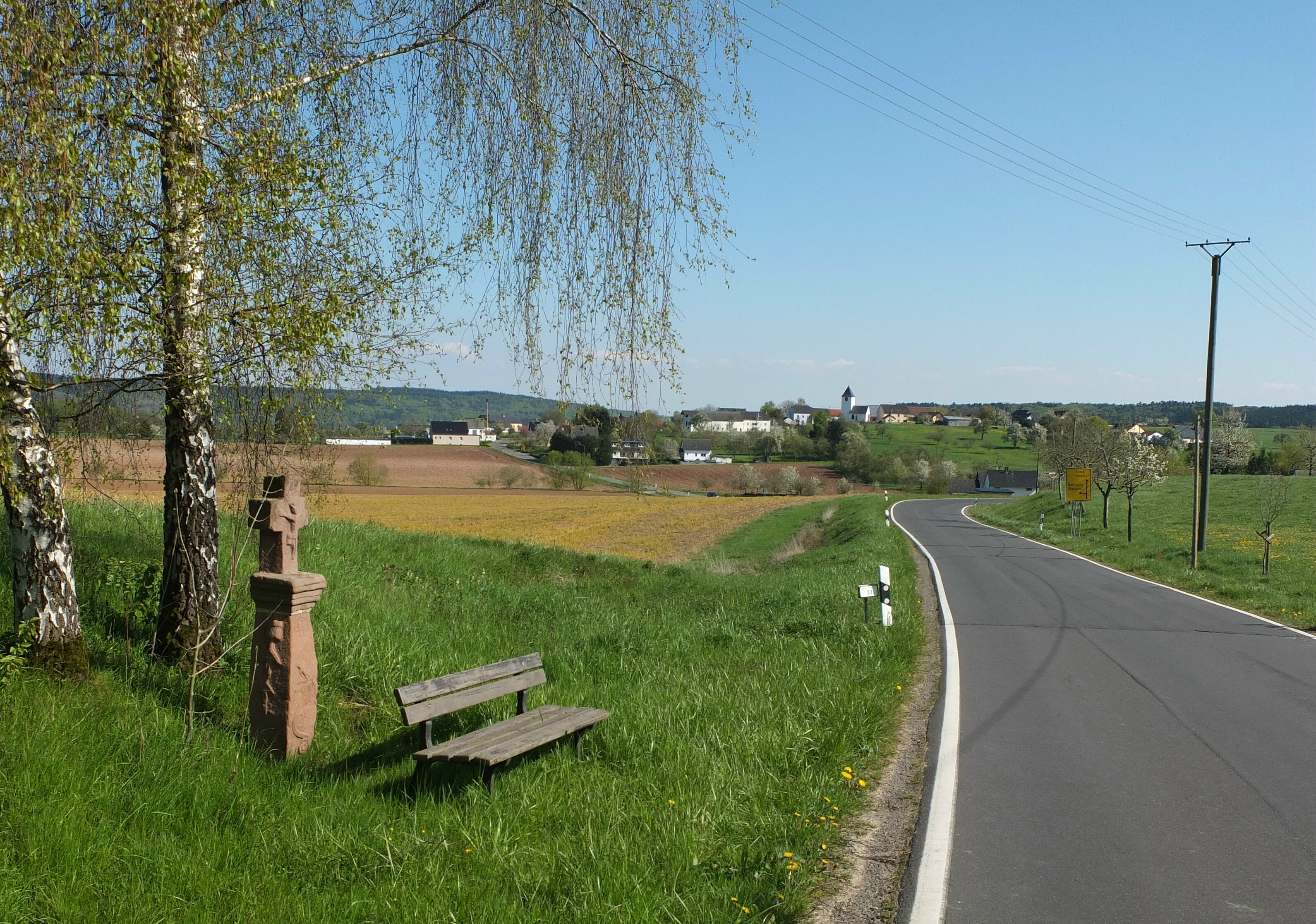
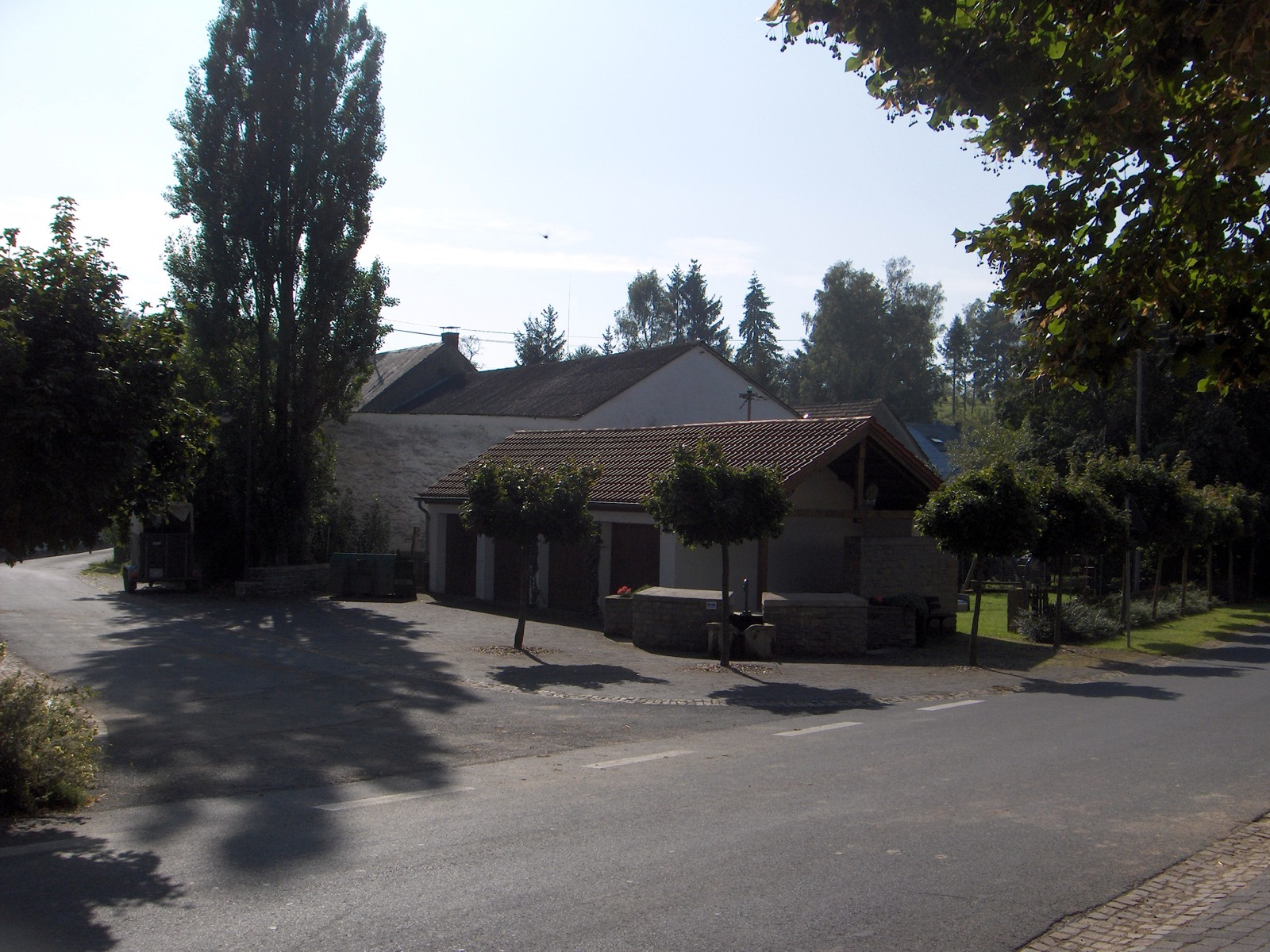